# Cedrela odorata
Cedrela odorata, llamado comúnmente cedro americano, es un árbol de la familia de las Meliáceas de la zona intertropical americana. Su madera tiene un gran valor comercial que por su calidad se utiliza en ebanistería y carpintería, también se usa como árbol ornamental en avenidas, parques, plazas.

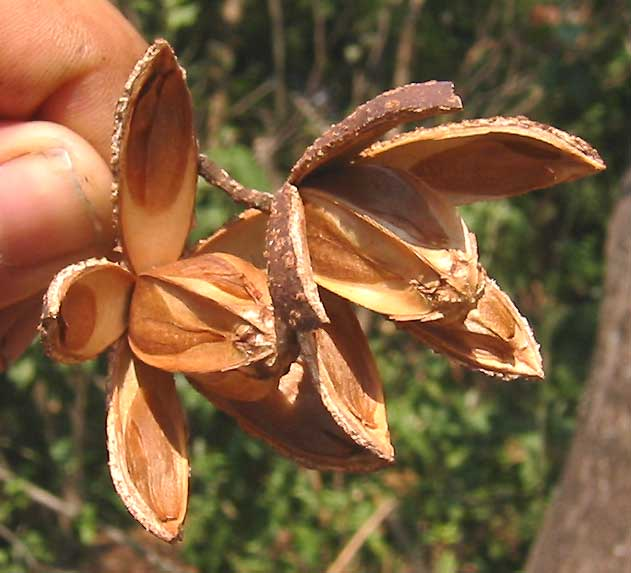
Frutos de la planta

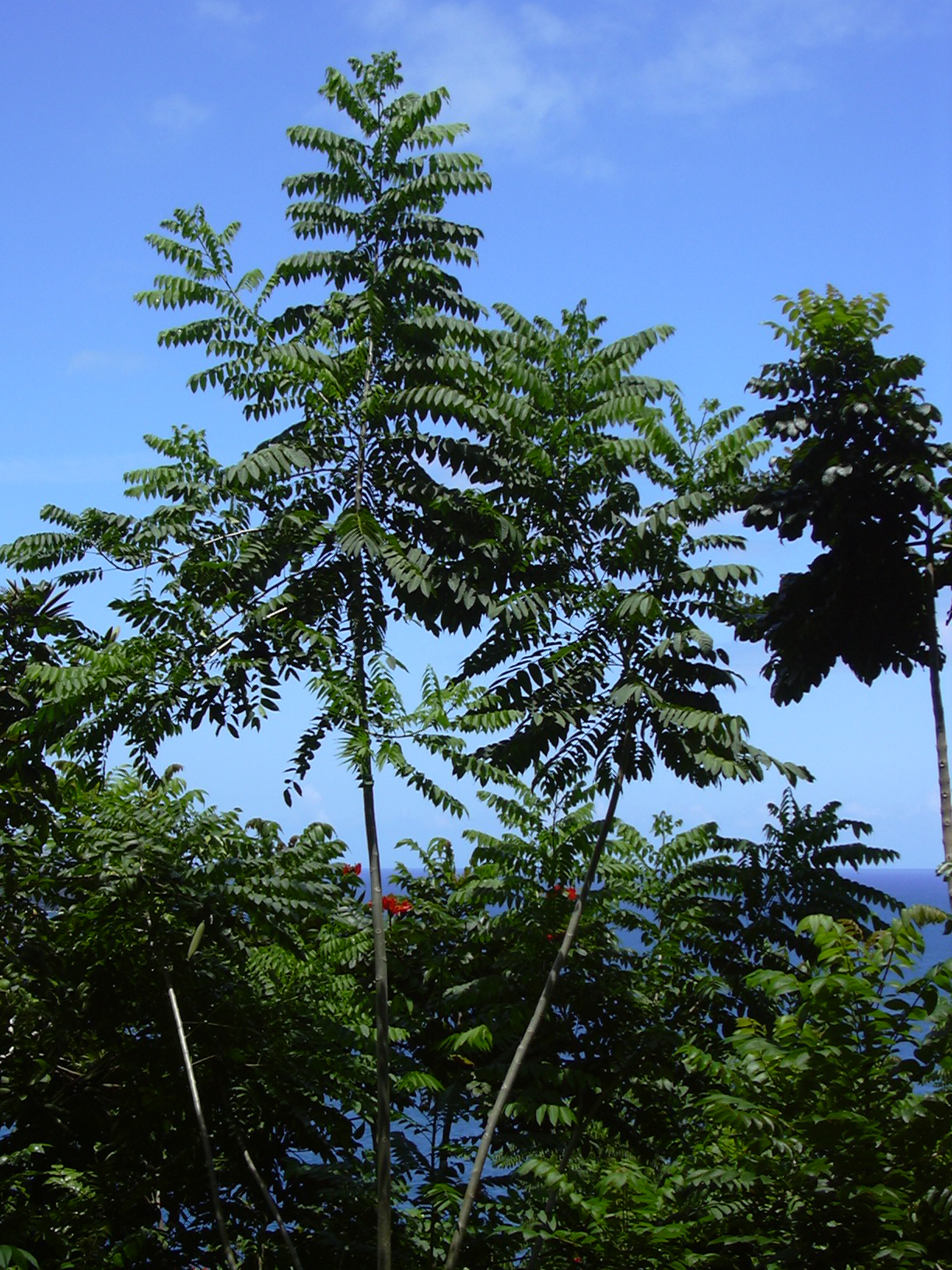
Detalle de la planta

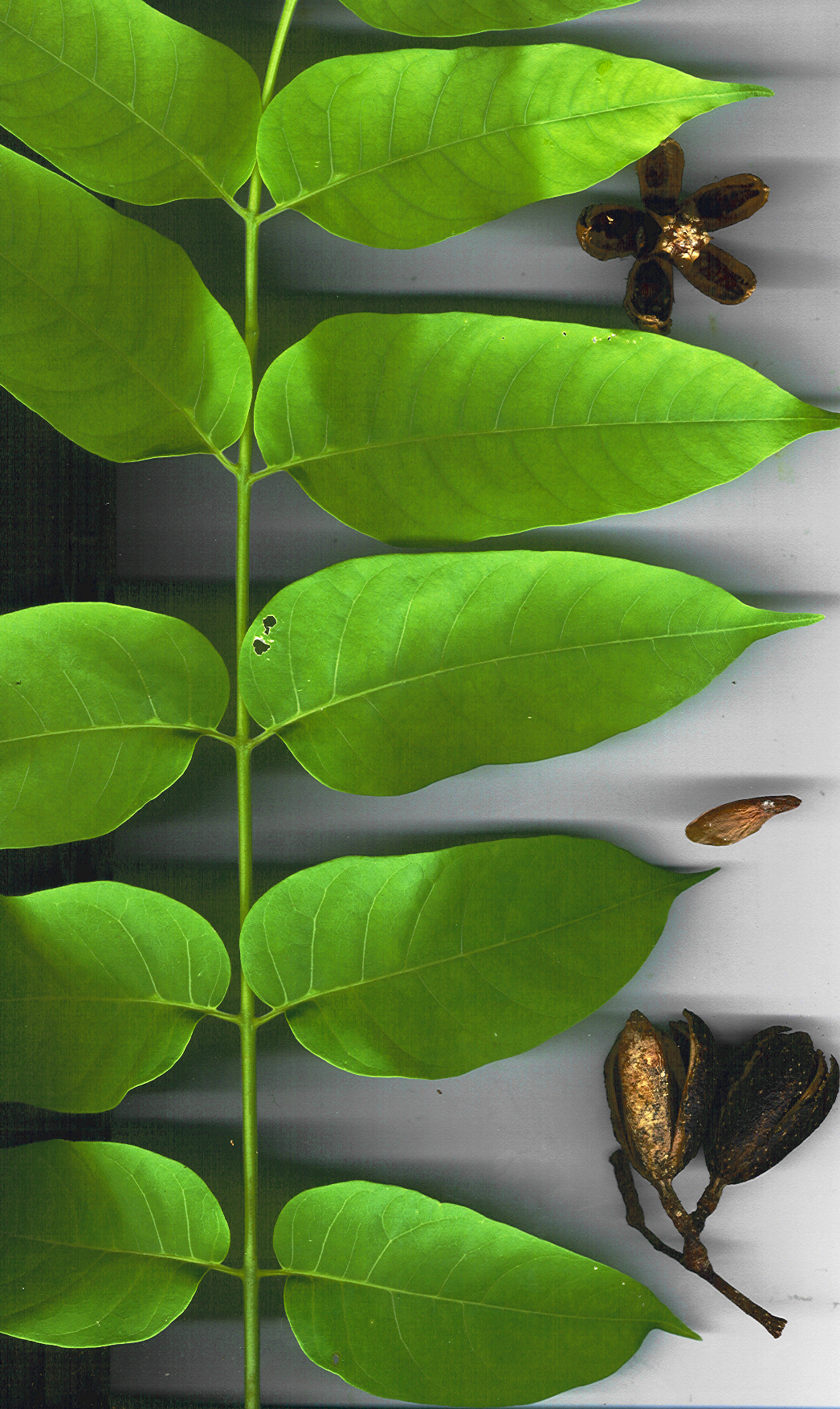
Hojas De la planta

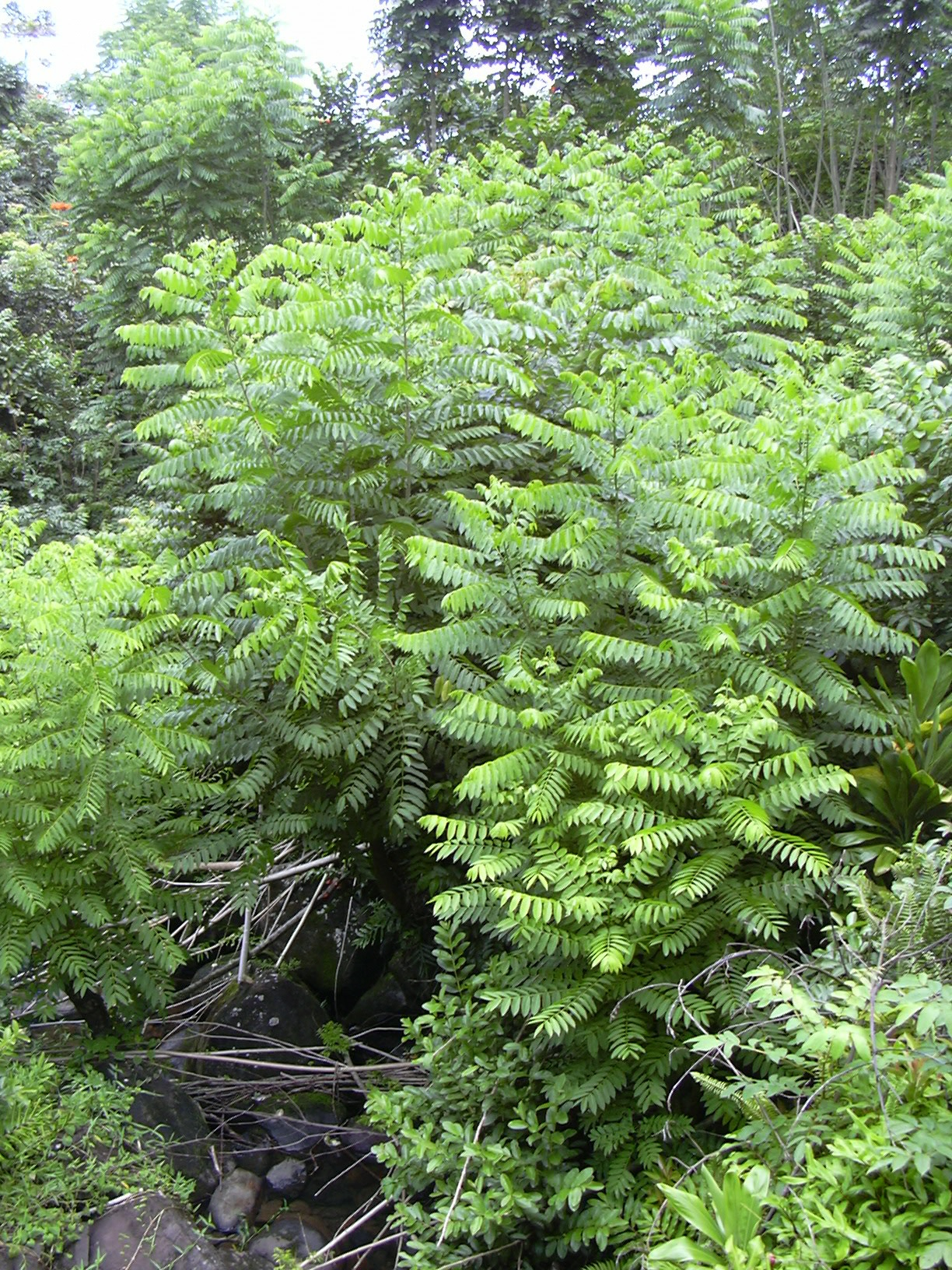
En su hábitat

## Descripción
El cedro amargo tiene un tronco que puede alcanzar los 40 m de altura. El tronco es recto, naciendo sus ramas,van más arriba de la mitad de su altura y con diámetros en los árboles adultos de 1 a 2 m. A veces, en su parte baja presenta contrafuertes o aletones que ayudan a afianzar el árbol, ya que tiene un sistema radical bastante superficial.
La corteza, que puede llegar a espesores de 2 cm, es de color gris-claro en los árboles jóvenes y apenas dividida en placas por leves hendiduras, mientras que los árboles adultos tienen la corteza profundamente fisurada. La corteza interna es rosada, fibrosa y de sabor amargo.
La copa presenta formas globosas o redondeadas con follaje denso, de color verde-claro, el cual se desprende en la época de sequía (diciembre a mayo) dejando al descubierto sus ramas ascendentes, gruesas, con abundantes puntos (lenticelas) redondeados y protuberantes.
Las hojas son compuestas, alternas, de 30 a 70 cm de largo, con 5 a 11 pares de foliolos (generalmente 6 o 7 pares). Los foliolos son generalmente lanceolados u oblongos, de 8 a 17 cm de largo por 2,5 a 5,5 cm de ancho, acuminados, obtusos y a veces mucronados en el ápice, agudos hasta redondeados y muy asimétricos en la base, enteros en los márgenes, verde-oscuro en la cara superior y verde salido y amarillentos en la casa inferior, glabros. Al estrujarlos desprenden un fuerte olor aliáceo. Los peciolos son de 1 a 1,5 cm de largo.
Las flores se agrupan en inflorescencias con pániculas variables en tamaño, muchas veces más cortas que las hojas, generalmente glabras, rara vez pubérulas, es decir no tienen pelos. Las flores miden de 6 a 9 mm de largo, suavemente perfumadas, de color crema verdoso. El cáliz es verdoso, en forma de copa o embudo, de 2 a 3 cm de largo, con 5 lóbulos dentados. La corola es tubular; se abre en 5 pétalos, de 7 a 8 mm de largo, con los pubérulos por fuera. Tiene 5 estambres, libres más cortos que los pétalos. El estilo sobrepasa la longitud de los estambres con estigma ensanchado.
Los frutos son capsulares, elípticos-oblongos, de 2,5 a 5 cm de largo, que cuelgan en grupos en el extremo de las ramas; se abren por 5 valvas; presentan un eje central con 5 ángulos. En la madurez tiene aspecto leñoso, de color marrón chocolate, con abundantes lenticelas amarillas. Permanecen durante mucho tiempo en el árbol.
Las semillas son aladas, de 2 a 2,5 cm de largo, de color marrón. Cada cápsula puede contener de 20 a 40 semillas, dispuestas en 2 hileras. Un solo cedro puede producir anualmente cerca de 10 millones de semillas las cuales son transportadas por el viento.
La madera es olorosa, bastante liviana, con peso específico variable de entre 0,42 a 0,63, generalmente blanda o medianamente dura. El color de la albura es blanco-amarillento o gris bien diferenciado del duramen, cuyo color va desde rojo hasta marrón claro. La textura varía desde fina hasta áspera. Florecen de mayo a julio Se propaga por semills y su floración es anual y empiezan a florecer entre los 10 y 15 años. La madera de cedro es muy susceptible al ataque de Hypsipyla; por lo que se suele plantar en plantaciones mixtas. Fructifican en marzo. Número cromosómico 2n = 50. 

### Química
La madera de Cedrela odorata contiene un aceite esencial en el que se han identificado los sesquiterpenos calamaneno, alfa-copaeno, alfa-cubeno, beta-elemeno, guaiazuleno, dihidro-guaiazuleno, alfa-muroleno, gamma-muroleno, nerólido y terreyol. Otros componentes de la madera son los triterpenos gedunín 23-24-25-trihidroxi-treo-tirucal-7-en-3-ona y odoratona; el esteroide glucosil-24-metilen-colesterol y el flavonoide adoratol. En la corteza del tallo se ha detectado el triterpeno, ácido oleanólico, en la hoja, cedrela tetranor-triperpeno I y en la semilla, andirobín, mexicanolido, 6-alfa-hidroxi-mexicanólido y 6-deoxi-switenólido. En hojas y corteza se ha detectado el beta-sitosterol.

## Distribución y hábitat
Originario de América Central, se encuentra en México. También se encuentra en Brasil, el Caribe, Guatemala, Honduras, Nicaragua, Costa Rica, Venezuela, Colombia, Ecuador, Bolivia, Perú y Panamá. Es un árbol de bosques tropófilos. El género Cedrela comprende 7 especies repartidas en América tropical.  Se encuentra en bosques tropicales caducifolios. En elevaciones hasta 1200 m s. n. m. La especie se ha introducido en diversas regiones de África, en el sur de Florida y en las islas Fiyi.
El árbol requiere una posición soleada en áreas donde la temperatura media anual está en el rango de 22 - 26 °C y la precipitación media anual es de 1.000 - 3.700 mm, la sequía durante parte del año no le afecta. No es exigente en los nutrientes del suelo pero no soporta el encharcamiento o las inundaciones.

## Historia
España autorizó a los ingleses el corte de esta madera preciosa en el área que hoy ocupa Belice, dando origen a una fuerte presencia colonial inglesa en la región que llevó a España, primero, luego a Guatemala, a perder este territorio aunque continúa su litigio. Muchas casas europeas fueron adornadas con esta madera aunque la más importante fue la caoba, que aún siguen en buen estado en Europa.
En la época de la conquista en Perú se utilizó ampliamente en los andes para la realización de elaborados muebles y como ejemplo de eso se encuentran los enormes y profusamente decorados retablos de los templos católicos de la zona de Cusco. 
Históricamente se le han atribuido ciertas propiedades medicinales, Francisco Hernández de Toledo en el siglo XVI, refiere: "la corteza es amarga y astringente, se afirma que cura las erupciones que llaman viruelas". Posteriormente, Ricardo Ossado, en el Libro del Judío de mediados del siglo XVIII menciona: "es útil para el dolor de muelas, cura los ataques de epilepsia y todas las enfermedades nerviosas". 
En Galápagos así como en otros lugares tropicales e islas del pacífico se le considera un árbol invasor. Las plántulas son tolerantes a la sombra y crecen por encima de las plantas locales, y los adultos limitan la luz a otras plantas. Los químicos producidos por sus raíces evitan que crezcan otras plantas junto a ellos. La especie Cedrela odorata es el árbol emblemático del estado Barinas, en Venezuela. Se le considera una especie amenazada en varios países de América Latina  por la reducción de su hábitat y población debido a la deforestación producto de la agricultura y la sobreexplotación por su madera.

## Usos
Es plantado con fines ornamentales en parques y jardines. Su madera de color claro es muy apreciada por su calidad; se usa para fabricar muebles ya que no es vulnerable a las termitas.  La madera se utiliza para la fabricación del mástil de guitarras flamencas y clásicas. Dada su floración es atractiva para usar como especie melífera.
Esta planta es de uso ritual en las limpias, tanto en la Huasteca potosina como en la veracruzana. Además, se le atribuyen supuestas propiedades medicinales en problemas respiratorios como bronquitis y asma, para lo cual se bebe un cocimiento de la corteza. Para calmar el dolor de las heridas se aprovechan las ramas. Como abortivo y para el dolor de estómago, se prepara un té con el tallo de esta planta y la corteza de macuilis. Como relajante muscular, antihemorrágico vaginal se administra la infusión de la madera, por vía oral y en baños. El cocimiento de la corteza se usa en baños para bajar la calentura y contra el "susto". También se refiere útil en casos de diarrea, bilis, reumatismo, dolor de muelas y hemorragia nasal. Sin embargo no existe evidencia ni ensayos clínicos que respalden estos usos.

## Taxonomía

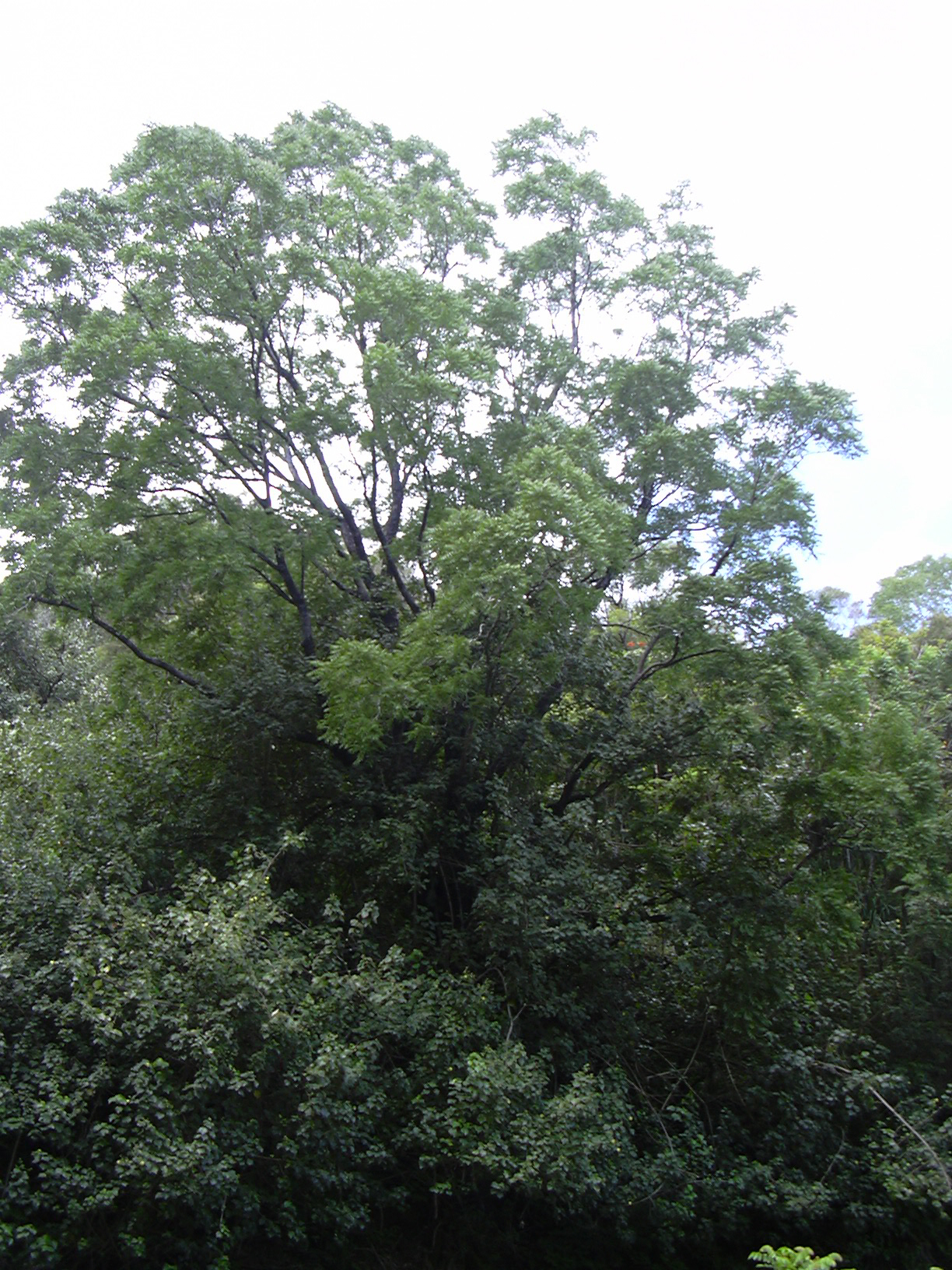
Vista de la planta.

Cedrela odorata fue descrita por Carlos Linneo y publicado en Systema Naturae, Editio Decima 2: 940. 1759. Desde entonces, la especie se le ha descrita con varios nombres y dado la misma clasificación a diferentes especies. Pertenece a familia meliaceae del género Cedrela, esta incluye cerca de 50 géneros y 800 especies distribuidas en las regiones tropicales y subtropicales de América, Asia, África, Australia y Nueva Zelandia.
Sinonimia
| - Cedrela adenophylla Mart. - Cedrela amara Goebel - Cedrela brachystachya (C.DC.) C.DC. - Cedrela brownei Loefl. - Cedrela brownii Loefl. ex Kuntze - Cedrela caldasana C.DC. - Cedrela cedro Loefl. - Cedrela cubensis Bisse - Cedrela glaziovii C.DC. - Cedrela guianensis A.Juss. - Cedrela hassleri (C.DC.) C.DC. - Cedrela huberi Ducke - Cedrela imparipinnata C.DC. - Cedrela longipes S.F.Blake - Cedrela mexicana M.Roem. - Cedrela mexicana var. puberula C.DC. - Cedrela mourae C.DC. - Cedrela occidentalis C.DC. & Rose | - Cedrela palustris Handro - Cedrela paraguariensis Mart. - Cedrela paraguariensis var. brachystachya C.DC. - Cedrela paraguariensis var. hassleri C.DC. - Cedrela paraguariensis var. multijuga C.DC. - Cedrela rotunda S.F.Blake - Cedrela sintenisii C.DC. - Cedrela velloziana M.Roem. - Cedrela whitfordii S.F.Blake - Cedrela yucatana S.F.Blake - Cedrus odorata Mill. - Surenus brownei (Loefl.) Kuntze - Surenus glaziovii (C.DC.) Kuntze - Surenus guianensis (A.Juss.) Kuntze - Surenus mexicana (M.Roem.) Kuntze - Surenus paraguariensis (Mart.) Kuntze - Surenus velloziana (M.Roem.) Kuntze |

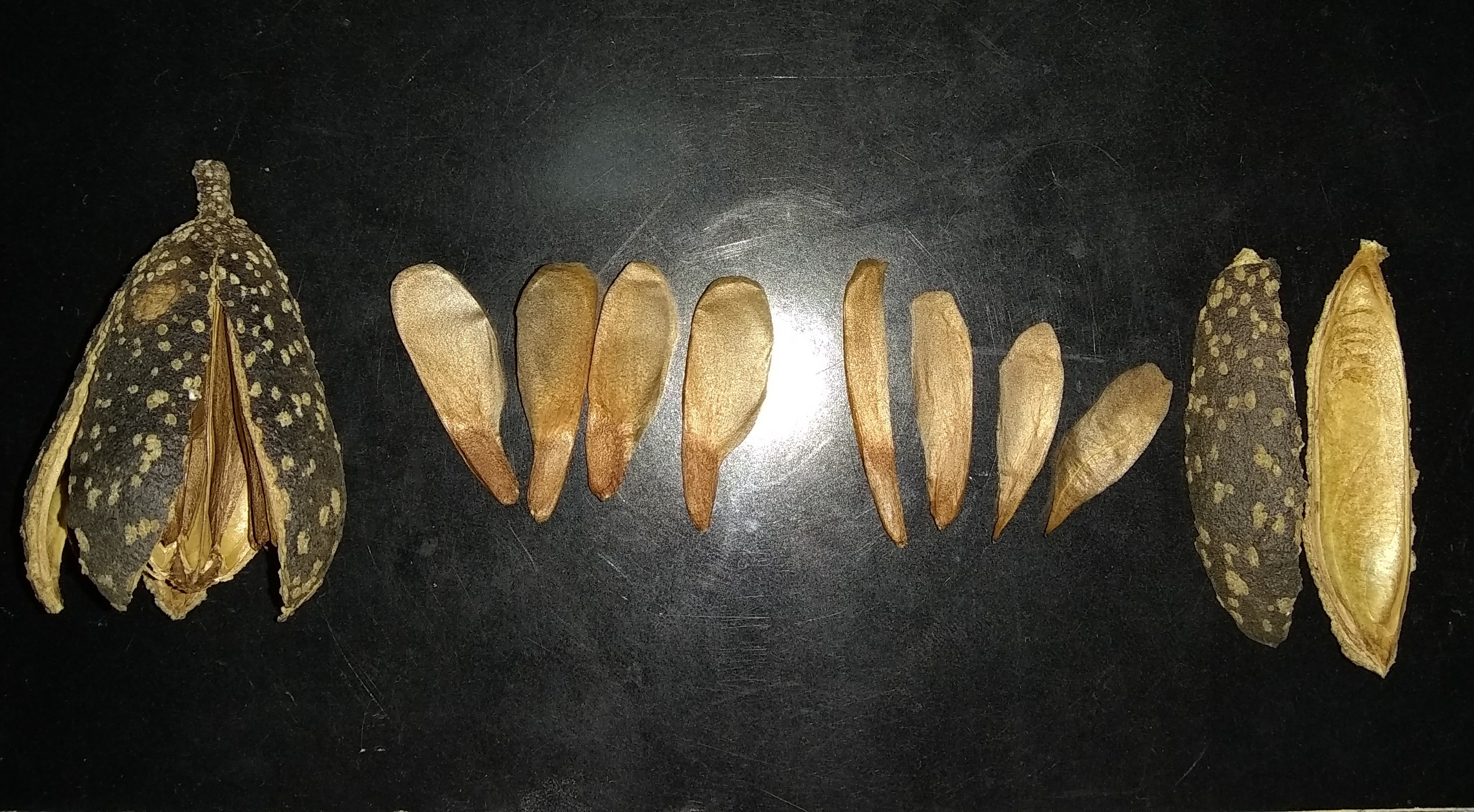
Cápsulas y Semillas de Cedro (Cedrela Odorata). De izquierda a Derecha en la imagen, Cápsula Abierta, Semillas Viables (Gordas), Semillas Inviables (Delgadas) y Pétalo de Cápsula. Ciudad de Acarigua, Estado Portuguesa, Venezuela.

## Etimología
El término Cedrela es un diminutivo del género Cedrus, por el parecido de la madera de este árbol con el de este género. Odorata es un adjetivo latino que significa perfumado, oloroso, por el perfume que se siente en su madera.

### Nombres comunes
- calicedra de las Antillas, cedro de Filipinas, cedro de las Antillas y Barbadas, cedro macho de las Antillas.[14]
- acaju, acayú, cedro acajou, cedro amargo, cedro americano, cedro de Guayana, cedro de las barbares, cedro español.[1][4]